# 2007 à Paris
 Chronologie de l'histoire de Paris
- 2003
- 2004
- 2005
- 2006
- 2007
- 2008
- 2009
- 2010
- 2011

Cette page concerne l'année 2007 du calendrier grégorien.

## Chronologie

### Janvier 2007
- x

### Février 2007
- x

### Mars 2007
- x

### Avril 2007
- x

### Mai 2007
- x

### Juin 2007
- x

### Juillet 2007
- x

### Août 2007
- x

### Septembre 2007
- 19 septembre : ouverture au public de la Cité de l'architecture et du patrimoine, dans l'aile intitulée « Paris » du palais de Chaillot

### Octobre 2007
- x

### Novembre 2007
- x

### Décembre 2007
- x